# Pyramide des Friedens und der Eintracht
Die Pyramide des Friedens und der Eintracht ist ein 77 Meter hohes Bauwerk in der kasachischen Hauptstadt Astana.

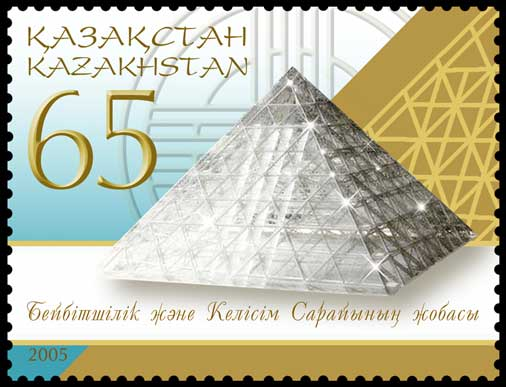
Kasachische Briefmarke 2005 im Wert von 65 Tenge

## Beschreibung
Das pyramidenförmige Bauwerk wurde zwischen 2004 und 2006, unter anderem vom britischen Architektenbüro Foster + Partners, entworfen. Charakteristisch für die Pyramide sind farbige Glasmalereien des englischen Künstlers Brian Clarke in den oberen Bereichen der vier Seiten.
Im Jahr 2003 gab der kasachische Präsident Nursultan Nasarbajew den Auftrag zum Bau der Pyramide als Tagungsort des „Congress of Leaders of World and Traditional Religions“. Das Bauwerk soll die verschiedenen Religionen in der Welt symbolisieren. Außerdem sind eine Oper mit 1.500 Plätzen, mehrere Bildungseinrichtungen und ein Zentrum der verschiedenen Volksgruppen Kasachstans hier untergebracht.